# Portrait de l'éditeur Eduard Kosmack
Le Portrait de l'éditeur Eduard Kosmack a été peint en 1910 par Egon Schiele.